# Головний корпус Південного федерального університету
Головний корпус Південного федерального університету, Прибутковий будинок купця Кистова (рос. Главный корпус Южного федерального университета, Доходный дом купца Кистова) — будівля в м. Ростові-на-Дону, збудована за проєктом архітектора Г. Н. Васильєва. Нині  є головним корпусом Південного федерального університету. Будівля має статус об'єкта культурної спадщини федерального значення.

## Історія
Відомо, що Прибутковий будинок донського купця і лісопромисловця Г. Я. Кистова був побудований на Великій Садовій вулиці в 1914 році, однак  у «Справах технічного будівельного комітету МВС про будівництво будинку для Ростовського-на-Дону градоначальника» зазначено, що 15 лютого 1915 року на ім'я А. І. Новікова (голови технічного будівельного комітету) ростовський градоначальник повідомляв: 
... к строительству здания приступим в 1914 году, и оно будет закончено в 1917 году. Моему предшественнику пришлось уже 1 раз обращаться в Думу с просьбой об изменении определенного ею срока для начала строительства, ходатайства и было Думой уважено при начале работ в 1915 году и окончания в 1917 году.

У роки Першої світової війни будівлю орендувало депо артилерійської бригади. Після Жовтневого перевороту і Громадянської війни, його займав «Донсовгорхоз», з 1924 року — Донський виконком. У кінці 1920-х — початку 1930-х років у будівлі розміщувалися: «Донвнуторг», Донська робітничо-селянська інспекція, Крайове земельне управління, Крайовий відділ охорони здоров'я, Крайовий відділ народної освіти.
1935 року Постановою Ростовської міськради й міськкому ВКП(б) від 31.07.1935 р., а також Постановою РНК РРФСР від 5.08.1935 р. будівлю було передано Ростовському державному університету. Одночасно з університетом в ньому перебували організації «Черкавбудтрест», «Промбудпроект» та Крайовий архів. У середині 1940-х років будівлю тимчасово займав Народний комісаріат державної безпеки, а потім в ньому розмістився адміністративно-господарський апарат університету, кілька його факультетів і лабораторій.

## Архітектура
П'ятиповерхова будівля займає кутове положення на перетині Великої садової вулиці (колишній вул. Енгельса) та Університетського провулка. Кутова частина фасаду, де спочатку розміщувався парадний вхід, виділена трьома півколонами іонічного ордеру заввишки в три поверхи (зараз головний вхід розташований з боку Великої садової вулиці). Напівциркульні еркери, розташовані з другого до четвертого поверху, слугують для вертикального членування фасаду. Поверховий поділ фасаду підкреслюється різними за формою і розмірами вікнами. На фасаді будівлі присутні ліпні емблеми, декоративні вази, гірлянди, кронштейни, карнизи, балкони. Архітектурний стиль будівлі поєднує елементи модерну і неокласицизму. Будівля має коридорну систему планування.

## Галерея

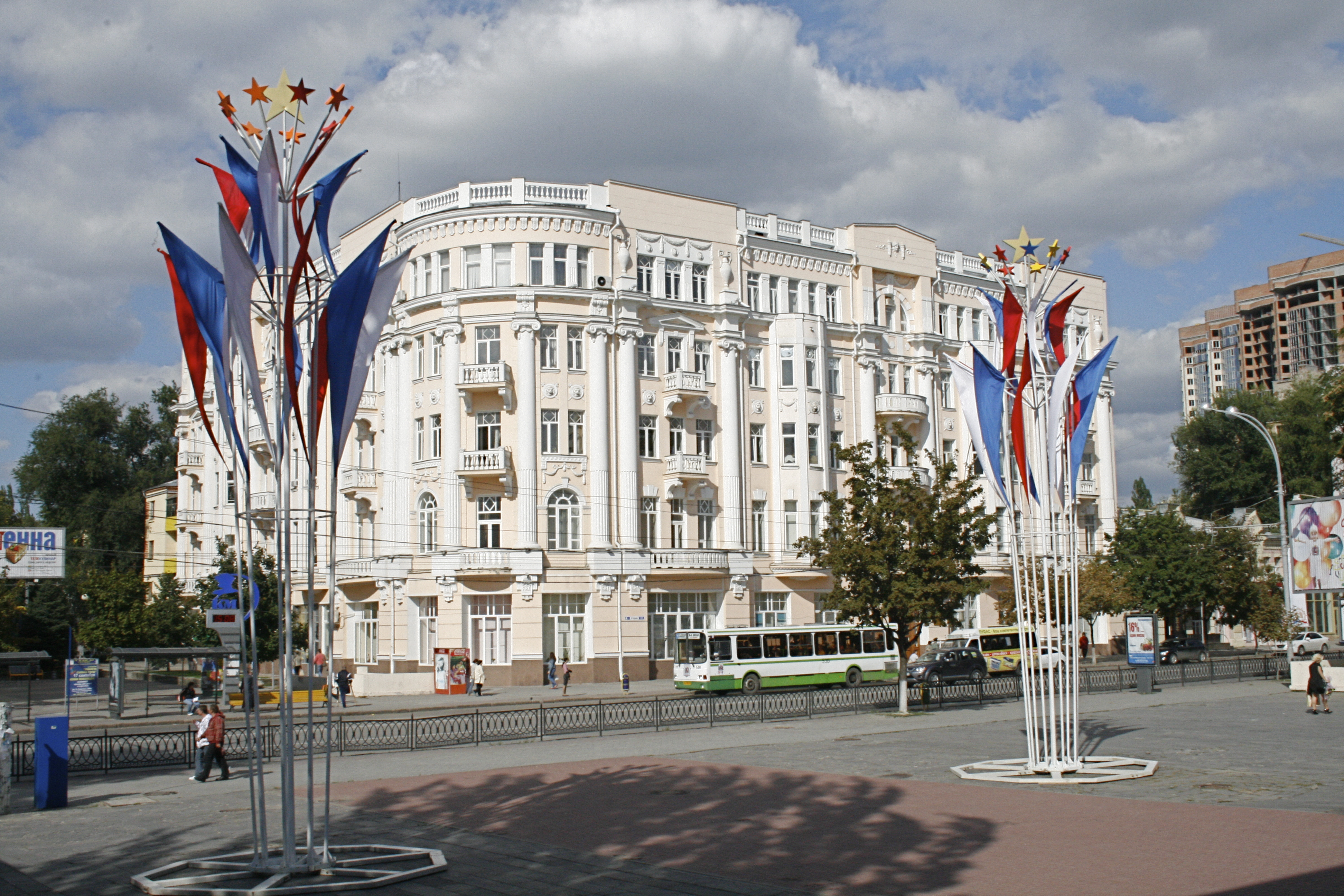
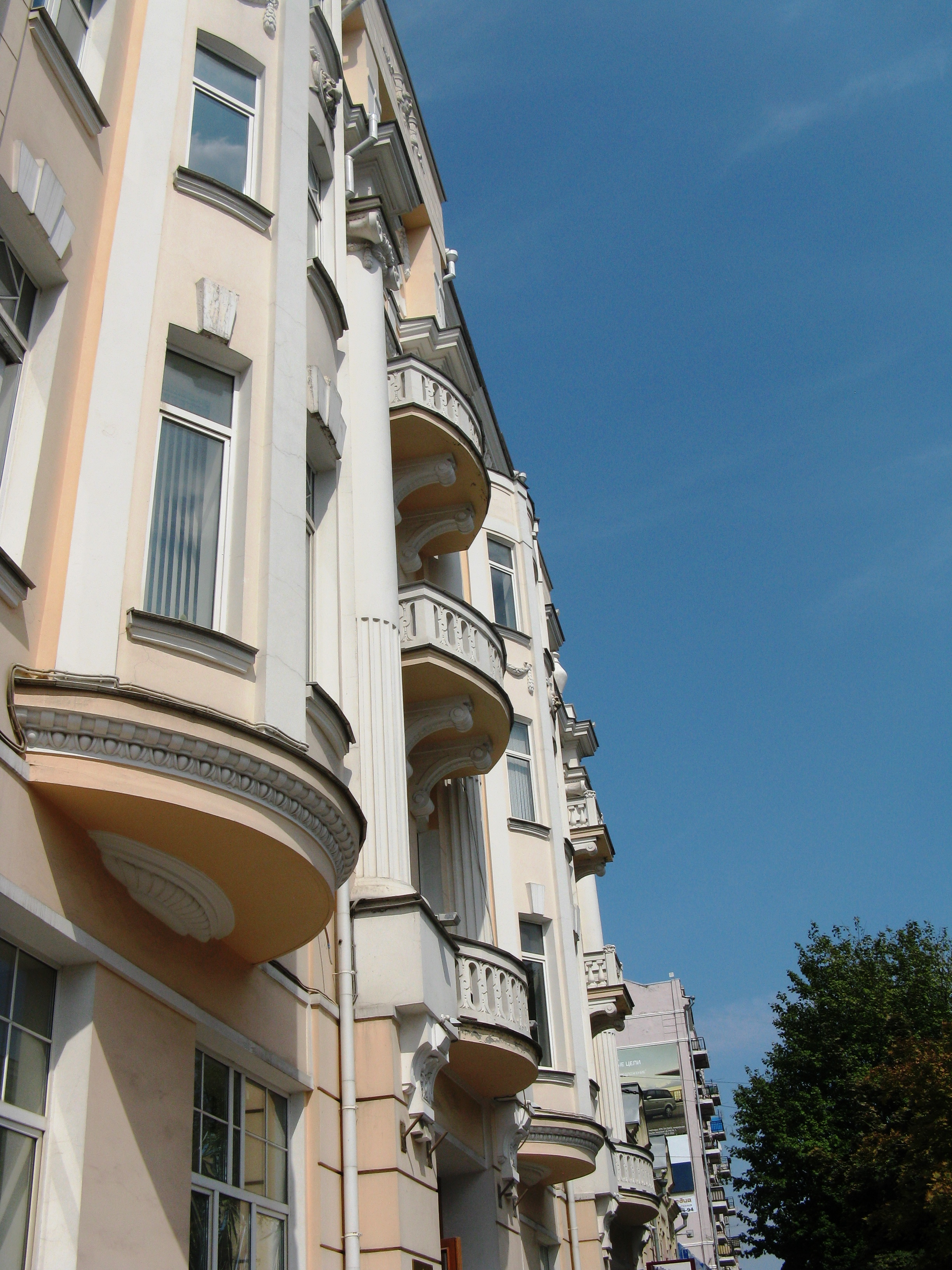
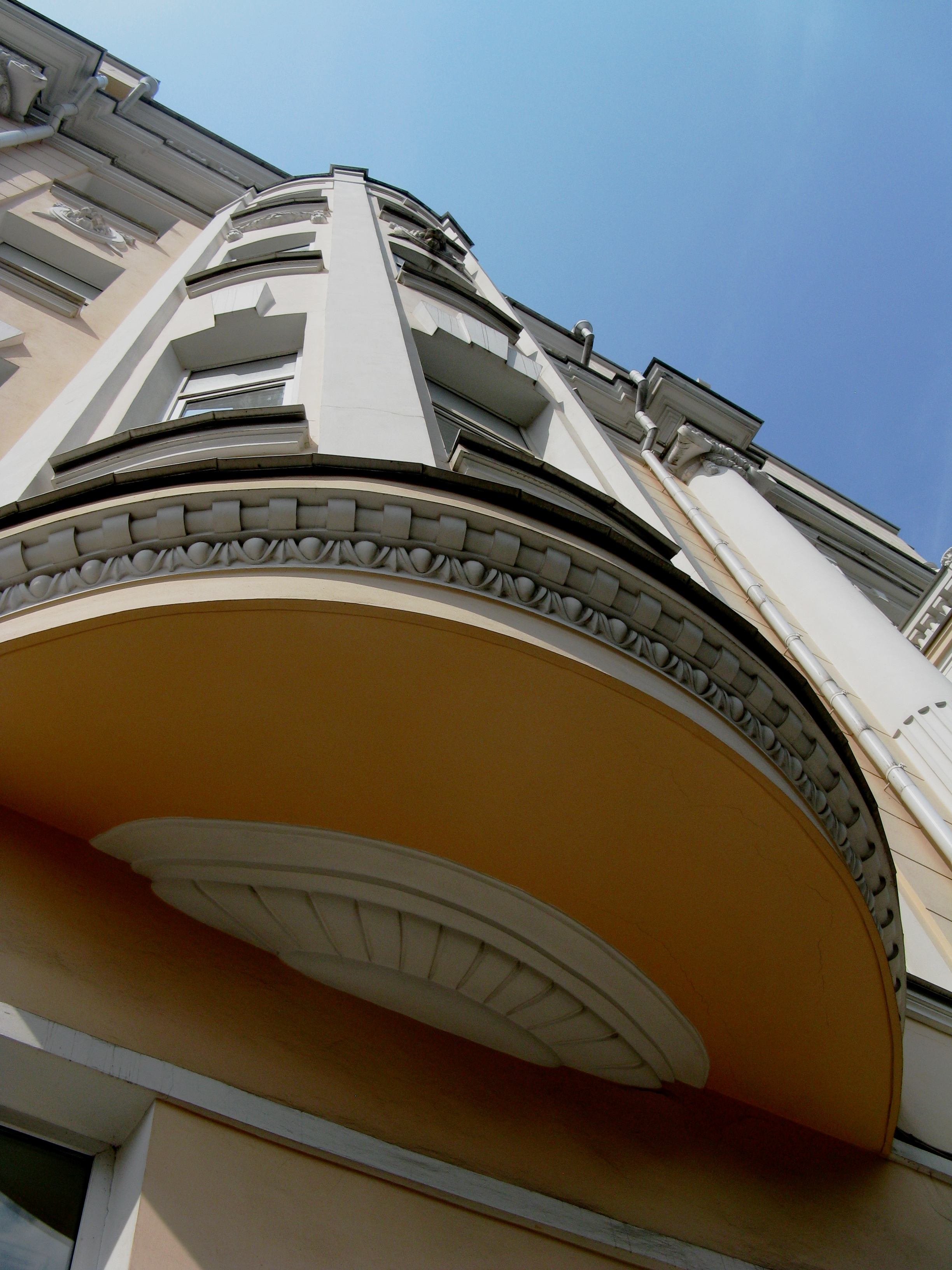
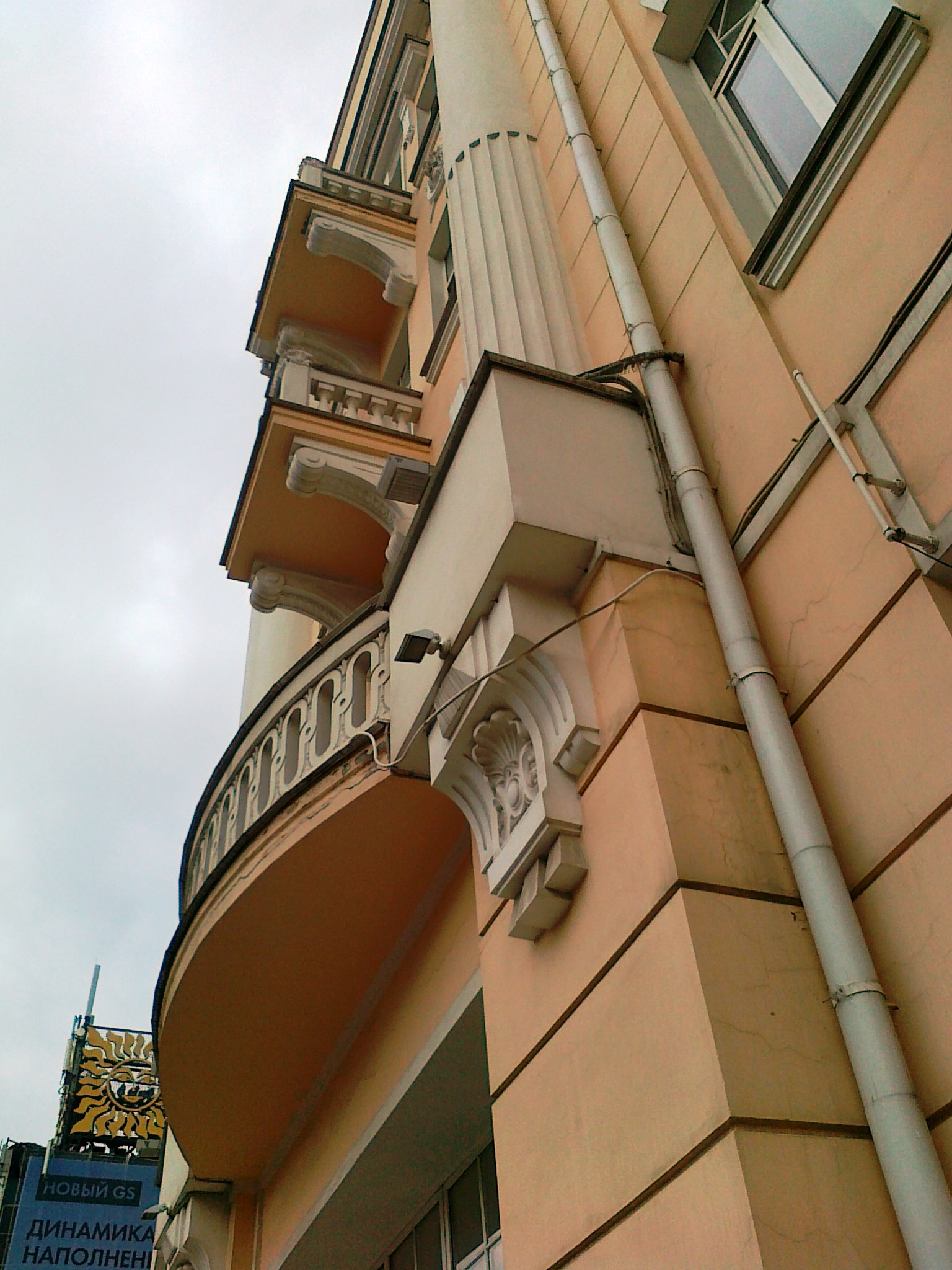
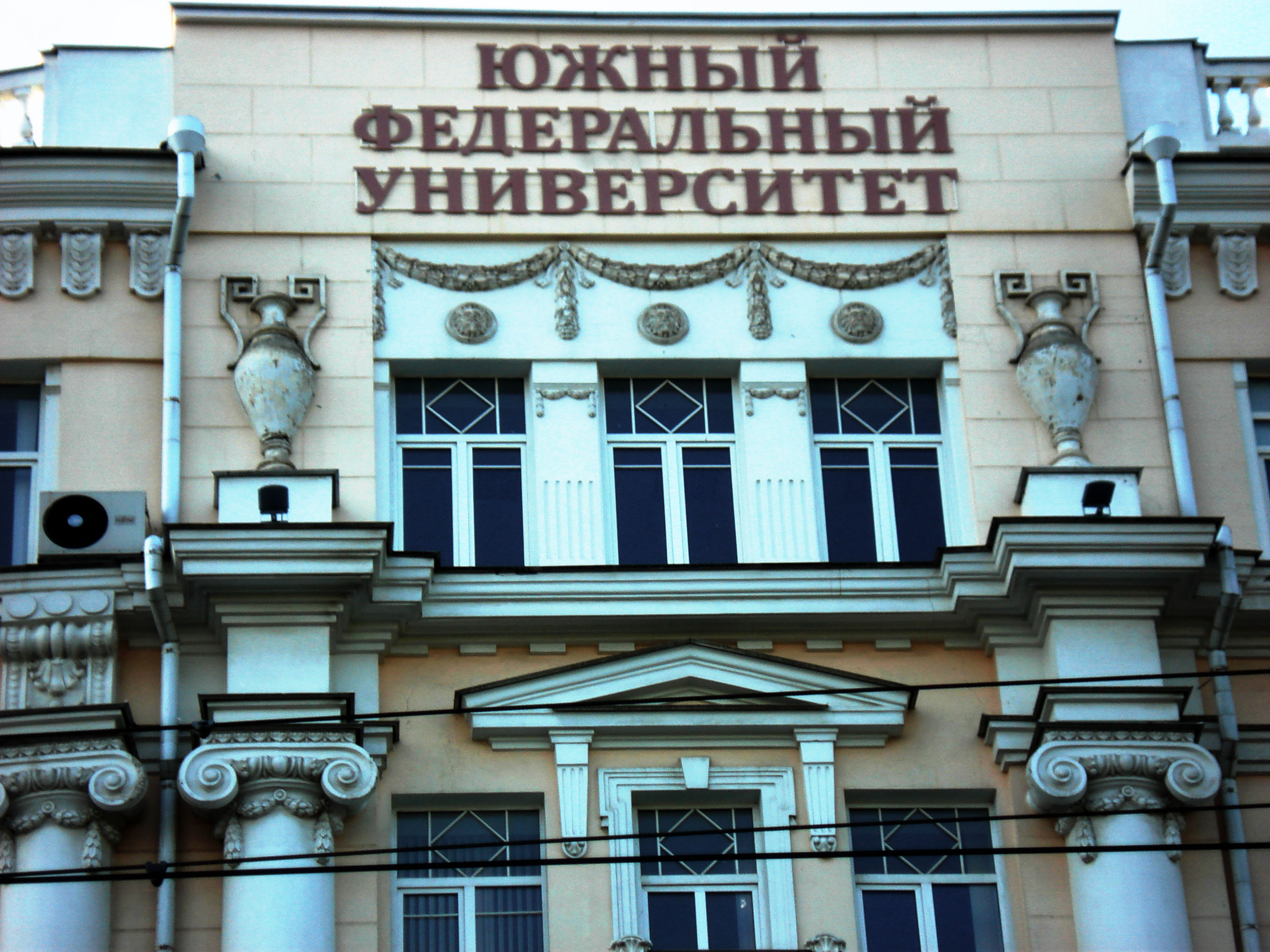
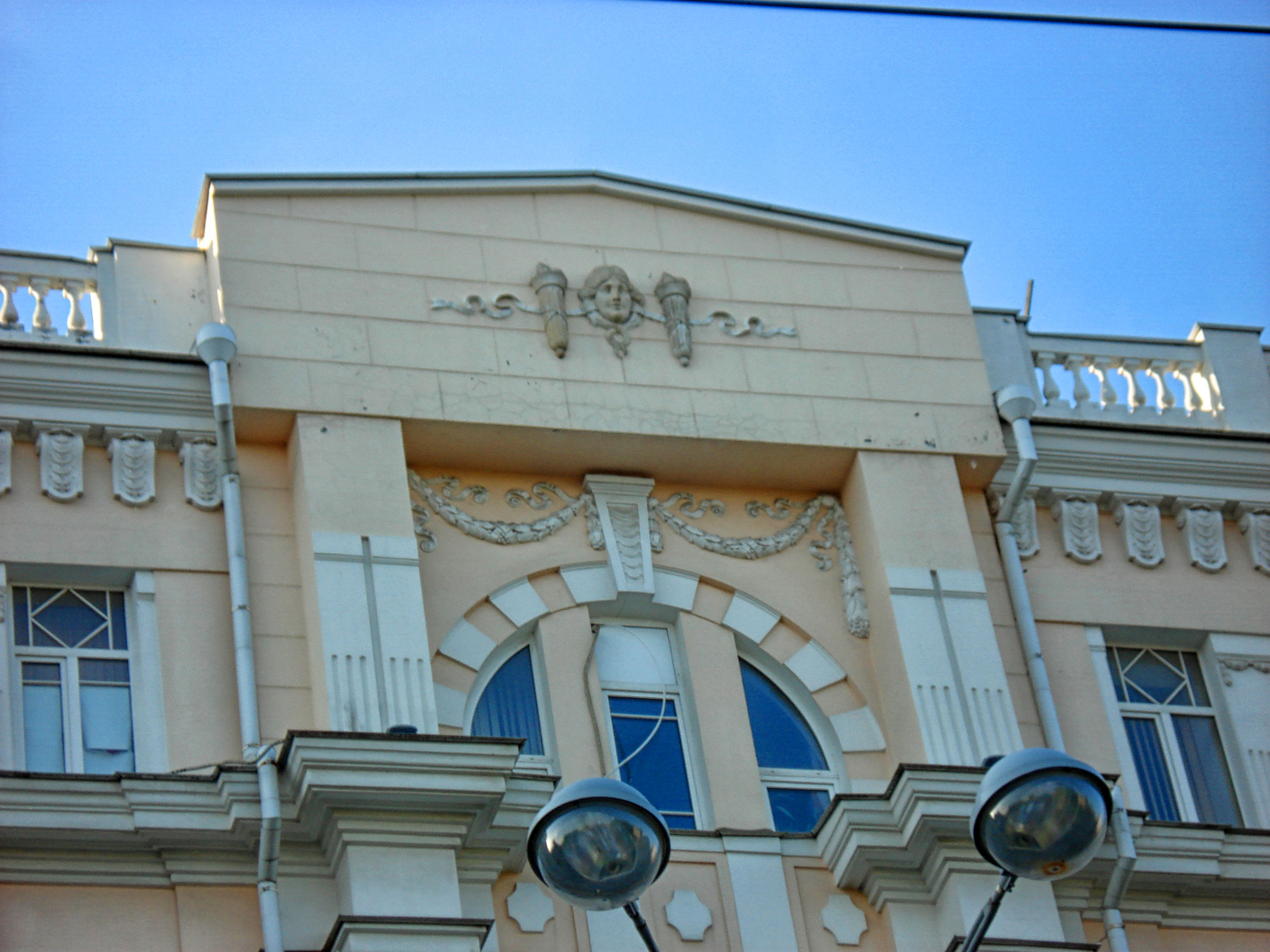